# Hani Saïd
Hany Mohammed Saïd Zakaria (arabe : هاني سعيد), appelé plus couramment Hani Said, est un footballeur égyptien né le 22 avril 1980 au Caire.

## Biographie
Il a remporté les Coupes d'Afrique des nations 2008 et 2010 avec l'équipe d'Égypte.

## Clubs successifs
- 1997-1998 : Al Ahly SC ( Égypte)
- 1998-1999 : AS Bari ( Italie)
- 1999-2000 : AC Bellinzone ( Suisse)
- 2000-2003 : AS Bari ( Italie)
- 2003-2005 : FC Messine ( Italie)
- 2005-2006 : AC Fiorentina ( Italie)
- 2006-2007 : RAEC Mons ( Belgique)
- 2007-2008 : Al-Masry Club ( Égypte)
- 2008-2009 : Ismaily SC ( Égypte)
- 2009- : Zamalek SC ( Égypte)

## Palmarès

### Avec l'Égypte
- Coupe d'Afrique des Nations (2) :
  - Vainqueur : 2008 et 2010